# 프랴지노
프랴지노(러시아어: Фря́зино)는 모스크바주의 과학 도시이다. 모스크바에서 북동쪽으로 25km지점에 위치해 있다. 인구는 5만2436명 (2002년)이다.
- 지어진 연도: 1584년.
- 도시 등록: 1951년.